# Lumijoki
Lumijoki är en kommun i landskapet Norra Österbotten i Finland. Lumijoki har 2 018 invånare och har en yta på 290,29 km².
Lumijoki är en enspråkigt finsk kommun.

## Administrativ historik
1 januari 2001 överfördes ett område med 3 invånare till Limingo kommun samt ett område också med 3 invånare till Rantsila kommun.

## Tätorter
Vid tätortsavgränsningen den 31 december 2021 fanns endast en tätort inom Lumijoki kommuns område: Lumijoki kyrkoby med 1 314 invånare.

## Styre och politik

### Mandatfördelning i Lumijoki kommun, valen 1976–2021
| 4 | 10 | 3 |

| 4 | 10 | 3 |

| 3 | 11 | 3 |

| 4 | 11 | 2 |

| 4 | 1 | 10 | 2 |

| 3 | 1 | 12 | 1 |

| 3 | 12 | 2 |

| 1 | 1 | 2 | 11 | 2 |

| 13 | 4 |

| 1 | 2 | 12 | 2 |

| 11 | 6 |

| 3 | 1 | 15 | 2 |

| 15 | 6 |

| 3 | 13 | 1 |

| 12 | 5 |

| 2 | 1 | 13 | 1 |

| 10 | 7 |

### Vänorter
Lumijoki har inga vänorter.

## Befolkning

### Befolkningsutveckling
| Befolkningsutvecklingen i Lumijoki kommun 1975–2020                                                          | Befolkningsutvecklingen i Lumijoki kommun 1975–2020 | Befolkningsutvecklingen i Lumijoki kommun 1975–2020 | Befolkningsutvecklingen i Lumijoki kommun 1975–2020 | Befolkningsutvecklingen i Lumijoki kommun 1975–2020 |
| --- | --------------------------------------------------- | --------------------------------------------------- | --------------------------------------------------- | --------------------------------------------------- |
| |                                                     |                                                     |                                                     |                                                     |
| År |                                                     |                                                     | Folkmängd                                           |                                                     |
| 1975 | 1975                                                |                                                     | 1 450                                               |                                                     |
| 1980 | 1980                                                |                                                     | 1 372                                               |                                                     |
| 1985 | 1985                                                |                                                     | 1 483                                               |                                                     |
| 1990 | 1990                                                |                                                     | 1 575                                               |                                                     |
| 1995 | 1995                                                |                                                     | 1 684                                               |                                                     |
| 2000 | 2000                                                |                                                     | 1 686                                               |                                                     |
| 2005 | 2005                                                |                                                     | 1 856                                               |                                                     |
| 2010 | 2010                                                |                                                     | 1 994                                               |                                                     |
| 2015 | 2015                                                |                                                     | 2 076                                               |                                                     |
| 2020 | 2020                                                |                                                     | 2 036                                               |                                                     |
| Anm: Uppgifterna avser förhållandena den 31 december nämnda år enligt områdesindelningen den 1 januari 2022. |                                                     |                                                     |                                                     |                                                     |

### Språk
Befolkningen efter språk (modersmål) den 31 december 2021. Finska, svenska och samiska räknas som inhemska språk då de har officiell status i landet. Resten av språken räknas som främmande. För språk med färre än 10 talare är siffran dold av Statistikcentralen på grund av sekretesskäl.
| Språk                        | Talare 2021-12-31 | Talare 2021-12-31 |
| Språk                        | Antal             | Andel (%)         |
| ---------------------------- | ----------------- | ----------------- |
| Hela befolkningen            | 2 018             | 100,0             |
| Inhemska språk totalt        | 1 990             | 98,6              |
| Finska                       | 1 985             | 98,4              |
| Svenska                      | 5                 | 0,2               |
| Främmande språk totalt       | 28                | 1,4               |
| Ukrainska                    | 14                | 0,7               |
| Språk med färre än 10 talare | 14                | 0,7               |

|  | Finska (98,4 %) |

|  | Svenska (0,2 %) |

|  | Främmande språk (1,4 %) |

|  | Finska (98,4 %) |

|  | Svenska (0,2 %) |

|  | Främmande språk (1,4 %) |